# Yvonne De Carlo
Yvonne De Carlo, nome artístico de Margaret Yvonne Middleton (Vancouver, Colúmbia Britânica, 1 de setembro de 1922 — Los Angeles, Califórnia, 8 de janeiro de 2007), foi uma atriz canadense que fez carreira em Hollywood.

## Vida e carreira
Abandonada pelo pai aos três anos de idade, Yvonne foi criada pelos avós enquanto a mãe trabalhava como garçonete em um restaurante. Estudou dança e artes dramáticas e, aos 15 anos, partiu com a mãe para Hollywood. Acabaram retornando para o Canadá, mas fizeram uma nova tentativa em 1940. Desta vez, a sorte lhe sorriu: após ser figurante em vários filmes, inclusive no clássico noir This Gun for Hire (1942), conseguiu o papel título de Salome, Where She Danced (1945), um faroeste de grande sucesso coestrelado por Rod Cameron, com quem faria mais dois filmes do gênero. Intercalou a partir daí, entre pequenas e médias produções, títulos importantes como os também noirs Brute Force (1947), de Jules Dassin e Criss Cross (1949), de Robert Siodmak.
Continuou popular na década de 1950, graças a westerns, filmes de ação e fantasias orientais, como The Desert Hawk (1950), Silver City (1951), Hurricane Smith (1952) e Shotgun (1955). Típica "atriz de filmes de aventura, em que o talento interpretativo não era obviamente um fator indispensável", Yvonne, entretanto, teve seu grande momento na superprodução The Ten Commandments (1956), de Cecil B. DeMille, no papel de Sephora (Séfora, no Brasil), a esposa de Moisés, interpretado por Charlton Heston.
Quando as oportunidades no cinema começaram a minguar, apareceu em diversas séries de TV, entre elas Death Valley Days, The Virginian e Bonanza. Entre 1964 e 1966, foi Lily Munster, a esposa de Herman Munster (Fred Gwynne), em 71 episódios da cultuada série Os Monstros; este acabou por se tornar o seu personagem mais famoso, aquele pelo qual ela é lembrada em todo o mundo. Por essa época trabalhou ao lado de John Wayne e Maureen O'Hara em McLintock! (1963), um faroeste cômico de grande sucesso. Em 1971, estava na Broadway, no elenco do premiado musical Follies, ao lado de Alexis Smith. De seus últimos filmes, alguns em diferentes países, o mais marcante talvez seja Oscar (1991), no qual faz o papel da tia Rosa de Sylvester Stallone. Despediu-se das telas em uma produção de 1995 para a TV, The Barefoot Executive.
Yvonne casou-se uma única vez, com o dublê Robert Morgan, em 1955. A união terminou em divórcio treze anos depois. Tiveram dois filhos, Bruce e Michael. Em 1987, lançou sua autobiografia, Yvonne: An Autobiography. 
Yvonne de Carlo faleceu de causas naturais no Motion Picture & Television Fund's Retirement Home, num subúrbio de Los Angeles, em 8 de janeiro de 2007, aos 84 anos de idade.

## Filmografia[1]
Estão listados somente os filmes em que a atriz recebeu créditos.
| Ano  | Nome original                            | Nome PT/BR                              | Nome PT/PT                     | Notas                           |
| ---- | ---------------------------------------- | --------------------------------------- | ------------------------------ | ------------------------------- |
| 1945 | Salome, Where She Danced                 | A Irresistível Salomé                   |                                | Com Rod Cameron                 |
| 1945 | Frontier Gal                             | Era Seu Destino                         |                                | Com Rod Cameron                 |
| 1947 | Song of Scheherazade                     | Sedução                                 |                                |                                 |
| 1947 | Slave Girl                               | Escrava Sedutora                        |                                |                                 |
| 1947 | Brute Force                              | Brutalidade                             | Brutalidade                    | Com Burt Lancaster              |
| 1948 | Casbah                                   | Casbah, O Reduto da Perdição            |                                |                                 |
| 1948 | River Lady                               | Astúcia de uma Apaixonada               |                                | Com Rod Cameron                 |
| 1948 | Black Bart                               | Bandido Apaixonado                      |                                |                                 |
| 1949 | Calamity Jane and Sam Bass               | A Escandalosa                           |                                |                                 |
| 1949 | The Gal Who Took the West                | Rivais em Fúria                         |                                |                                 |
| 1949 | Criss Cross                              | Baixeza                                 | Dupla Traição                  | Com Burt Lancaster              |
| 1950 | Buccaneer's Girl                         | Rainha dos Piratas                      |                                |                                 |
| 1950 | The Desert Hawk                          | O Gavião do Deserto                     |                                |                                 |
| 1951 | Hotel Sahara                             | Hotel Sahara                            |                                | Com Peter Ustinov               |
| 1951 | Tomahawk                                 | Coração Selvagem                        |                                | Com Van Heflin                  |
| 1951 | Silver City                              | Prata Maldita                           |                                |                                 |
| 1952 | Scarlet Angel                            | Anjo Escarlate                          |                                | Com Rock Hudson                 |
| 1952 | Hurricane Smith                          | A Rebelião dos Piratas                  |                                |                                 |
| 1952 | The San Francisco Story                  | Pecadores de San Francisco              |                                | Com Joel McCrea                 |
| 1953 | Sombrero                                 | México dos Meus Amores                  |                                |                                 |
| 1953 | Sea Devils                               | Gigantes em Fúria                       |                                | Com Rock Hudson                 |
| 1953 | Fort Algiers                             | O Forte da Coragem                      | A Fortaleza de Alger           |                                 |
| 1953 | The Captain's Paradise                   | As Chaves do Paraíso                    |                                | Com Alec Guiness                |
| 1954 | Happy Ever After                         | A Morte do Fantasma                     |                                | EUA: Tonight's the Night        |
| 1954 | Border River                             | Taberna dos Proscritos                  |                                | Com Joel McCrea                 |
| 1954 | La Castiglione                           |                                         |                                | Produção franco - italiana      |
| 1954 | Passion                                  | Sob a Lei da Chibata                    |                                |                                 |
| 1955 | Shotgun                                  | Escreveu Seu Nome a Bala                |                                | Com Sterling Hayden             |
| 1955 | Magic Fire                               | Chama Imortal                           | Fogo Mágico                    |                                 |
| 1956 | Flame of the Islands                     | Um Amor Proibido                        |                                |                                 |
| 1956 | Death of a Scoundrel                     | Destruí Minha Própria Vida              |                                | Com George Sanders              |
| 1956 | Raw Edge                                 | Onda de Paixões                         |                                | Com Rory Calhoun                |
| 1956 | The Ten Commandments                     | Os Dez Mandamentos                      | Os Dez Mandamentos             |                                 |
| 1957 | Band of Angels                           | Meu Pecado Foi Nascer                   |                                | Com Clark Gable                 |
| 1958 | La Spada e la Croce                      | A Espada e a Cruz                       |                                | Produção italiana               |
| 1959 | Timbuktu                                 | Timbuktu                                |                                | Com Victor Mature               |
| 1963 | McLintock!                               | Quando um Homem É Homem                 |                                |                                 |
| 1964 | Law of the Lawless                       | O Juiz Enforcador                       |                                |                                 |
| 1964 | A Global Affair                          | Um Assunto Internacional                |                                | Com Bob Hope                    |
| 1966 | Munster, Go Home!                        | Monstros, Não Amolem                    |                                |                                 |
| 1967 | Hostile Guns                             | Gatilhos do Ódio                        | Pistolas Inimigas              |                                 |
| 1968 | The Power                                | Os Poderosos                            | O Cérebro                      |                                 |
| 1968 | Arizona Bushwackers                      | Pistoleiros do Arizona                  |                                |                                 |
| 1970 | The Delta Factor                         |                                         |                                |                                 |
| 1971 | The Seven Minutes                        | Os Sete Minutos                         |                                |                                 |
| 1974 | The Girl on the Late, Late Show          |                                         |                                | TV                              |
| 1974 | The Mark of Zorro                        | A Marca do Zorro                        |                                |                                 |
| 1975 | Blazing Stewardesses                     |                                         |                                |                                 |
| 1975 | It Seemed Like a Good Idea at the Time   |                                         |                                | Produção canadense              |
| 1976 | Won Ton Ton, the Dog Who Saved Hollywood | Won Ton Ton, O Cão Que Salvou Hollywood |                                |                                 |
| 1976 | La Casa de las Sombras                   | A Casa das Sombras                      |                                | Produção Argentina              |
| 1977 | Roots                                    | Raízes                                  | Raízes                         | TV, minissérie                  |
| 1977 | Satan's Cheerleaders                     |                                         |                                |                                 |
| 1979 | Nocturna                                 |                                         |                                |                                 |
| 1979 | Fuego Negro                              |                                         |                                | Produção mexicana               |
| 1979 | Guiana, El Crimen del Siglo              | O Massacre da Guiana                    |                                | Produção espanhola              |
| 1980 | The Silent Scream                        |                                         |                                |                                 |
| 1980 | The Man with Bogart's Face               | O Rosto de Humphrey Bogart              |                                | EUA: ou Sam Marlow, Private Eye |
| 1981 | The Munsters' Revenge                    | A Vingança da Família Monstro           |                                | TV                              |
| 1982 | Liar's Moon                              | O Luar dos Amantes                      | A Lua das Mentiras             |                                 |
| 1983 | Vultures                                 |                                         |                                |                                 |
| 1985 | Flesh and Bullets                        |                                         |                                |                                 |
| 1986 | Play Dead                                |                                         |                                |                                 |
| 1986 | A Masterpiece of Murder                  | Uma Festa Mortal                        | A Obra-Prima do Crime          | TV                              |
| 1987 | American Gothic                          | Os Anfitriões                           |                                |                                 |
| 1988 | Cellar Dweller                           | O Monstro Canibal                       |                                |                                 |
| 1990 | Mirror Mirror                            | Reflexo do Demônio                      |                                |                                 |
| 1991 | Oscar                                    | Oscar - Minha Filha Quer Casar          | Oscar - A Mala das Trapalhadas |                                 |
| 1992 | Desert Kickboxer                         |                                         | A Máquina Perfeita             |                                 |
| 1993 | The Naked Truth                          |                                         | Travestis de Contrabando       |                                 |
| 1995 | Here Comes the Munsters                  |                                         |                                | TV                              |
| 1995 | The Barefoot Executive                   | O Chimpanzé Manda-Chuva                 | A Escolha do Macaco            | TV                              |